# Heinz-Eugen Eberbach
Heinz-Eugen Eberbach (2 de Julho de 1921 - 20 de Novembro de 1982) foi um comandante de U-Boot que serviu na Kriegsmarine durante a Segunda Guerra Mundial.